# بندتا پورکارولی
بندتا پورکارولی (ایتالیایی: Benedetta Porcaroli؛ زادهٔ ۱۱ ژوئن ۱۹۹۸) بازیگر اهل ایتالیا است. او در دبیرستان کلاسیک مامیانی در رم تحصیل کرد و سپس وارد دانشگاه رم شد تا فلسفه بخواند. وی از سال ۲۰۱۵ میلادی تاکنون مشغول فعالیت بوده است.
او در فیلم معصوم بازی کرده است.